# Дек

Розріз тридекового корабля. 1 — арсенал, 2 — крюйт-камера (порохівня), 3 — сховище снарядів, 4 — корок для забивання пробоїни, 5 — гондек, 6 — мідельдек, 7 — опердек (між ними — головна палуба)

Дек (від англ. deck — «палуба») — палуба вітрильних військових кораблів, зокрема, батарейна палуба. Також деком називався простір між палубами, де розташовалося помешкання особового складу.
Термін застосовується щодо тих з палуб, на яких встановлена артилерія. Кораблі, на яких артилерія встановлена на двох палубах-деках, називалися дводечними, якщо на трьох палубах, то тридечними. Першим дводечним кораблем була англійська карака «Генрі Грейс а'Дью», спущена на воду в 1514 році, а першим в повному сенсі тридечним кораблем став 100-гарматний англійський лінійний корабель «Sovereign of the Seas», спущений на воду у 1637 році.
Звичайно на вітрильних лінійних кораблях на одному деку встановлювалося від 20 до 36 гармат різних калібрів: від 4 до 80-фунтових. Сукупність гармат одного дека називалася батареєю, а кораблі з таким розташуванням артилерії з часів раннього парового флоту іменують батарейними. Кораблі 1-го і 2-го рангу мали 3 деки, 3-го і 4-го — 2, фрегати — 1-2. На дводекових кораблях нижча батарейна палуба називалася нижньою, вища — середньою, на однодекових — просто батарейною (деком). У позарангових кораблів (бригів, шлюпів) артилерія розміщалася на верхній палубі, шканцях і баку.
Опердеком або верхнім деком називалася верхня відкрита палуба, яку ділять на бак, шкафут, шканці й ют. Шканці прийнято називати також квартердеком. Наступна палуба вниз від бакових і кормових надбудов називалася головною палубою, ще нижче розташовувався мідельдек, потім гондек, ще нижче — орлопдек, або кубрик, а в самому низу корпусу судна розташовувався корабельний трюм.
- Опердек (від англ. upper deck — «верхня палуба») — верхня палуба, ділилася на бак, шкафут, шканці і ют.
- Головна палуба — верхня гарматна палуба, призначена для легких гармат.
- Мідельдек (middle deck) — середня палуба, призначена для гармат середнього калібру.
- Гондек (gundeck — «гарматна палуба») — нижня гарматна палуба, призначена для гармат головного калібру; її порти розташовувалися на висоті 2-3 м над водою.
- Орлопдек (orlop deck) — найнижча палуба, розташована нижче ватерлінії, призначена для зберігання канатів і розміщення особового складу.

У бортах на опердеку, головній палубі, мідлдеку і гондеку були прорізані гарматні порти, закриті в похідному положенні люками. Гармати могли встановлювати також на верхній палубі і на шканцях, але вони не включалися в число деків. На деяких великих кораблях (наприклад, на «Santísima Trinidad» і «Pennsylvania») було 4 батарейних палуби: гармати були встановлені і на верхній палубі (опердеку), а шканці і бак були з'єднані легкою палубою-спардеком.
На сучасних цивільних суднах елемент «-дек» входить у назви деяких палуб (ботдек, спардек).